# Danny Green
Danny Green   (Long Island, 22 de juny de 1987) Daniel Richard "Danny" Green, Jr. és un jugador de bàsquet professional que pertany a la plantilla dels Philadelphia 76ers de la National Basketball Association NBA. Amb 1,98 metres d'altura, juga en la posició d'escorta. Va jugar a bàsquet universitari a la Universitat de Carolina del Nord (UNC), on va jugar en més partits (145) i va obtenir més victòries (123) que qualsevol Tar Heel abans que ell. Green també és l'únic jugador de la història de la Atlantic Coast Conference (ACC) amb almenys 1.000 punts, 500 rebots, 250 assistències, 150 triples, 150 taps i 150 robatoris.
Va guanyar un campionat de la NCAA el seu darrer any i posteriorment va ser seleccionat pels Cleveland Cavaliers amb la 46a selecció general del draft de la NBA del 2009. Durant les finals de la NBA de 2013, Green va establir un rècord de la NBA en la majoria de gols de camp de tres punts aconseguits en una sèrie de finals (23). Després va guanyar un campionat de la NBA amb els San Antonio Spurs la temporada següent i es va convertir en el tercer jugador de la UNC que va guanyar un campionat de la NCAA i un campionat de la NBA, sent els altres dos James Worthy i Michael Jordan. El 2019 va guanyar un segon campionat de la NBA en la seva única temporada amb els Toronto Raptors. Va guanyar un tercer campionat el 2020 amb els Los Angeles Lakers.
Conegut per la seva defensa perimetral i el seu tir en tres punts, Green ha estat un contribuent clau a tots dos extrems al terra al llarg de la seva carrera a la NBA, havent estat seleccionat per al seu primer segon equip totalment defensiu de la NBA la temporada 2016-17.

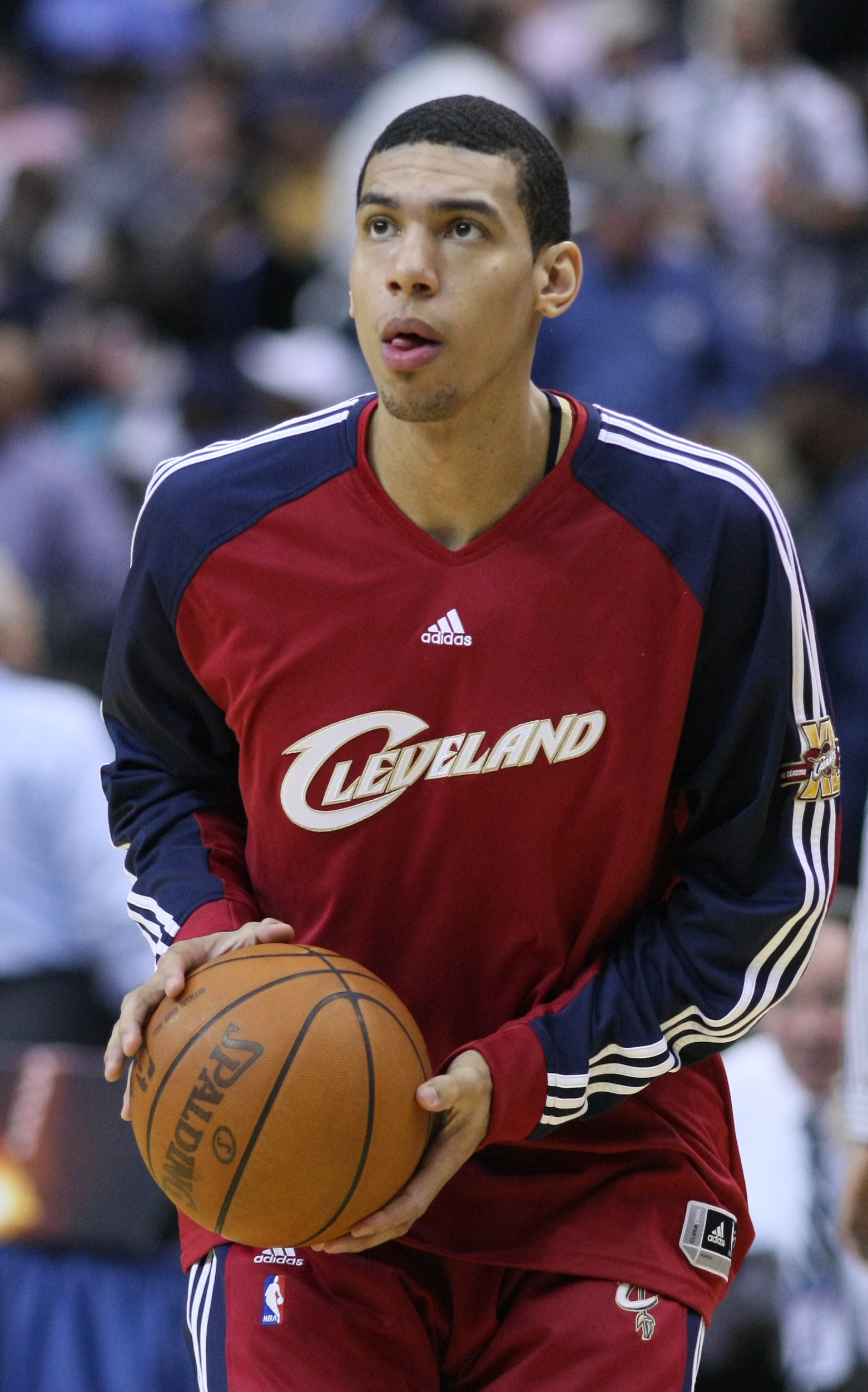
Danny Green en la seva temporada de "rookie" amb els Cleveland Cavaliers